# Sabina de Steinbach
Sabina de Steinbach de hecho  una maestra escultora del siglo XIII a la que se atribuyen un grupo de estatuas de la puerta sur de la catedral de Estrasburgo, algunas de las de la catedral de Magdeburgo y de la catedral de Notre Dame de París. Sin embargo, su existencia no está confirmada y alrededor de ella hay formada toda una leyenda.

## Biografía

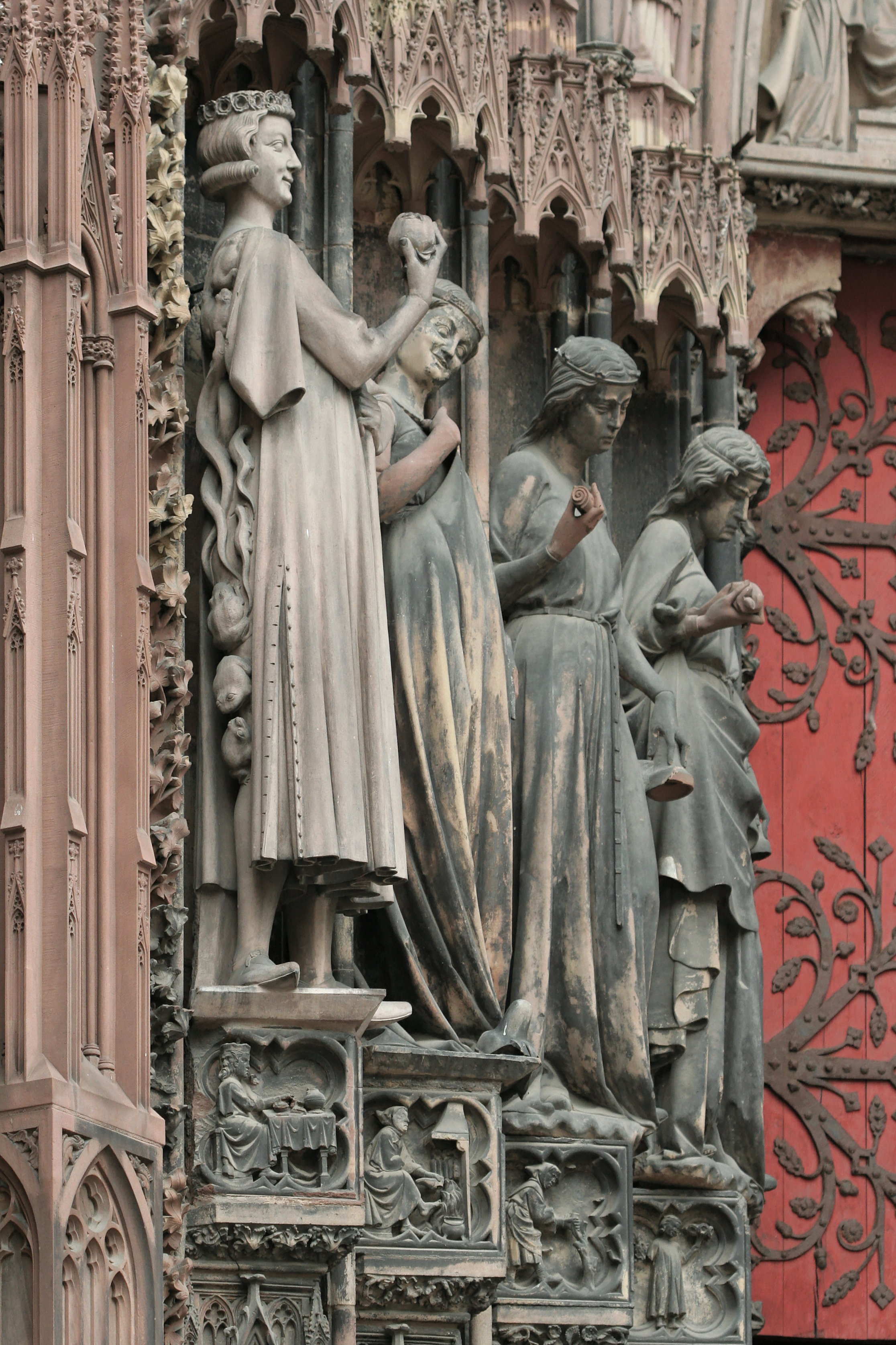
Sabina, hija de Erwin de Steinbach, sería la autora de estas estatuas en la catedral de Notre-Dame de Estrasburgo.

De acuerdo con algunas fuentes, la primera mención escrita acerca de su persona se remonta a 1617; fue realizada por Schadeus al describir la catedral de Estrasburgo , cuya construcción había finalizado en 1275. La torre se comenzó en 1277 por el arquitecto y maestro constructor Erwin de Steinbach, que contó con la ayuda de su hija, Sabina, que era una hábil escultora.
Las mujeres estaban admitidas en la mayoría de los gremios de oficios durante la Edad Media, pero la adhesión a un gremio no daba automáticamente el derecho de ser aprendiz. No obstante, ello implicaba que las mujeres pudieran compartir todas las ventajas religiosas y financieras de los adheridos a los gremios. Si un maestro-artesano fallecía, su cargo pasaba a su esposa que podía retomar el oficio. Esto se realizaba fácilmente con la ayuda de otro artesano que, a menudo, adquiría el cargo casándose con la viuda.
Los tallistas en piedra viajaban a menudo lejos, los trabajos de construcción podían durar décadas, y naturalmente llevaban con ellos a su familia.
El empleo por De Steinbach de su hija Sabina entre los escultores de Estrasburgo era una irregularidad que se habría cometido dentro de una logia provincial, laxa en la observancia de las reglas del gremio. Hasta el anexión de la ciudad por Francia en 1681, la sede del gremio de los escultores alemanes se encontraba en Estrasburgo (e incluso, hasta 1760, las logias alemanas rendían tributo a la logia de Estrasburgo). Albert Mackey, en su Enciclopédie de la Franc-maçonnerie, expone la teoría en la que se considera la construcción de la catedral de Estrasburgo, en 1275, como el acontecimiento fundador de la francmasonería.
Según ciertas fuentes, Sabina prosiguió el trabajo de su padre en Estrasburgo, después de la muerte del maestro, y lo finalizó. Otros sostienen que simplemente habría ayudado a su padre. No obstante, es comúnmente admitido que Sabina fue la autora de las estatuas que personifican a la Iglesia y la Sinagoga (las dos del siglo XIII), que están ubicadas en las puertas sur de la catedral. También en Estrasburgo, habría dejado su firma en una estatua del evangelista san Juan que sostiene un pergamino que en latín dice: «Gracias a la gran piedad de esta mujer, Sabina, que me dio forma en esta piedra dura.»
De Steinbach se habría casado con Bernard de Sûnder, también masón y constructor, en el que trabajó en la catedral de Magdeburgo.
Tras la muerte de su padre, en 1318, habría continuado trabajando en la catedral de Estrasburgo junto a un hermano, aunque existen dudas acerca de su verdadero papel dentro del gremio.
Según la tradición que forma parte de la leyenda en torno a ella, el maestro Erwin, antes de morir, le pide a su hija que finalice la obra que él ha iniciado. Ella lo jura, y esa noche se le aparece en sueños una traza maravillosa de lo que queda por ejecutar en la catedral: la fachada principal. Al despertar, cree que su sueño es fruto de la inspiración divina, desarrolla el diseño y se lo presenta a los responsables de la construcción, que aceptan el proyecto. Los trabajos se reanudan y se culminan con éxito. Según esa misma tradición, De Steinbach habría llegado a autorretratarse en las figuras de Iglesia y Sinagoga.
Años después se la sitúa en París, donde habría vivido en los poblados construidos alrededor de Notre Dame, donde convivían los masones que trabajaban en la construcción.

## Impugnación de su existencia
Incluso si fuera notorio que Sabina de Steinbach habría trabajado en las esculturas de la catedral de Estrasburgo a principios del siglo XIV, las primeras referencias a su trabajo no están constatadas hasta 300 años después, y estas presentan controvertidas si se atiende a la datación de las obras.[1] 

Esta teoría es discutida igualmente por dos historiadoras del arte. Leslie Ross, en su trabajo Artists of the Middle Ages, afirma que la historia de Sabina ha sido creada con el fin de novelar la existencia de Erwin de Steinbach. No hay efectivamente ninguna duda de que ha existido realmente, pero se sabe tan poco sobre le que hizo, que es preciso «descubrirlo», ha escrito Ross: 
La hija de Erwin, Sabina de Steinbach, ha sido también «descubierta» en el siglo XIX. Según una inscripción (desafortunadamente desaparecida) en una de las esculturas en el exterior de la catedral de Estrasburgo (llamada Savinae), un erudito del siglo XIXe le atribuía varias esculturas notables, tanto en el interior como en el exterior de la catedral, a una escultora desconocida más enormemente talentosa, Sabina de Steinbach, la hija de Erwin. El hecho de que las esculturas en cuestión se remonten a un periodo anterior al menos en cuatro décadas a los trabajos de Erwin en la catedral no había sido establecido en ese momento, por lo que no suponía ningún problema en particular. El nombre de Sabina de Steinbach continúa apareciendo en los estudios sobre mujeres artistas en la Edad Media.
Otra historiadora del arte, Natalie Harris Bluestone, en su libro Double Vision: Perspectives on Gender and the Visual Arts, aporta datos complementarios:
La leyenda de Sabina se enraiza en una mala lectura y peor traducción de una inscripción en el pórtico que menciona una tal «Sabina» como donante que ha hecho posible que las esculturas se haya realizado a partir de una roca petra dura o dura (entiéndase «costosa»). «Steinbach» es solo una traducción literal de petra dura pero quizás se arraigue en el deseo de elaborar una leyenda romántica que se agranda alrededor del nombre (este sí documentado) de Erwin. De hecho, el estilo de los retratos seudosabeanos, Ecclesia et Synagogue, indica que se hicieron circa 1225, unos cincuenta años antes de las actividades documentadas de Erwin y bastante antes de su muerte, que en la leyenda, es la ocasión para insertar la existencia de Sabina.
El mismo libro y en la misma página se afirma:
No obstante, la verdad inherente de esta leyenda constituye un ejemplo de la tradición medieval occidental: la mujer artesana que aprende su arte del padre artista (o de otro pariente masculino: marido, hermano o tío). En estas circunstancias, la mujer de un miembro de una clase de artesanos tendría acceso a esta formación. Si el artesano varón moría, la hija/esposa/hermana/sobrina podría heredar el trabajo por finalizar y así continuar explotando el taller. Los registros de las guildas de finales de la Edad Media han descrito regularmente a las mujeres como socias de los negocios y se les autoriza, a ellas solamente, a heredar y a proseguir el artesanado o el comercio del difunto marido.
En cualquier caso, Sabina de Steinbach se ha convertido en un símbolo de las mujeres que de forma anónima trabajaron como artesanas en la Edad Media. Ferrer Valero cierra el capítulo dedicado a ella con estas palabras:
No existen pruebas totalmente concluyentes de la existencia de Sabine y de su papel como maestra constructora, masona y escultora. Pero su historia bien podría haber sido cierta y simboliza a todas las mujeres que trabajaron en la construcción de las catedrales europeas en la Edad Media realizando trabajos aparentemente reservados a los hombres.

## Otras leyendas en torno a su figura
No solo acerca de su existencia y la razón de su oficio se han creado leyendas. 
Según lo recogido en la revista Historia y Vida: 
Cuenta una leyenda que la noche del 24 de junio de cada año, la noche de San Juan, todos los maestros arquitectos enterrados en la catedral de Estrasburgo salen de sus sepulcros provistos de los instrumentos propios de su labor (compás, bastón, regla, escuadra y plomada). Acuden al centro de la nave mayor, donde se concentran para hablar de su oficio. Entre ellos solo hay una mujer, que destaca en la penumbra de la catedral por llevar un inmaculado vestido blanco, en señal de su virginidad.
Es la maestra y escultora Sabina von Steinbach, que porta un martillo en su mano derecha y un cincel en la izquierda, los instrumentos propios de su especialidad.
Acabada la reunión, los maestros forman en fila para realizar una procesión bajo las bóvedas de la catedral. La encabeza Sabina, que encarna a la virgen laboriosa e incansable que entrega su vida entera a la construcción del templo. En alguna otra versión de la leyenda, la figura femenina es la Virgen María, quien dirige a los maestros constructores para la buena práctica de su oficio.